# Hypixel
Hypixel, офіційна назва Hypixel Network, — це сервер мініігор Minecraft, випущений 13 квітня 2013 року Саймоном «Hypixel» Коллінз-Лафламмом і Філіпом Тушеттом, а зараз керується Hypixel Inc. Hypixel доступний лише на Minecraft: Java Edition, хоч раніше був доступний на Bedrock Edition. Hypixel має чотири рекорди Гіннеса і вважається найбільшим активним сервером Minecraft.

## Історія
Бета-версія сервера Hypixel була випущена 13 квітня 2013 року Саймоном Коллінзом-Лафламмом і Філіпом Тушетом. Вони спочатку разом створили мапи пригод Minecraft і завантажили трейлери на свій канал YouTube. Сервер був створений для відтворення та подальшої демонстрації цих мап. Спочатку мініігри створювалися для того, щоб користувачі могли грати в них, очікуючи інших гравців, але мініігри набули популярності та стали основною частиною сервера, а зусилля Hypixel були спрямовані на створення нового вмісту сервера замість створення інших мап та ігор Minecraft.
Hypixel Inc., супроводжувача Hypixel, було зареєстровано як канадську корпорацію під назвою «8414483 Canada Inc» 23 січня 2013 року. Потім її назву було змінено на «Hypixel Inc.» 2 лютого 2015 р.
У 2015 році стало відомо, що обслуговування сервера коштує приблизно 100 000 доларів на місяць.
11 червня 2019 року Hypixel запустив одну з декількох найпопулярніших режимів SkyBlock.
Станом на квітень 2021 року сервер регулярно мав понад 150 000 активних гравців одночасно, досягнувши піку в понад 216 000 16 квітня. 21 грудня 2016 року Hypixel досяг 10 мільйонів унікальних гравців і досяг 14,1 мільйона унікальних гравців до анонсу Hytale 13 грудня 2018 року. Згідно з твітом власника сервера, у квітні 2020 року на сервері було 18 мільйонів унікальних гравців. Станом на вересень 2015, на Hypixel грало 1,9 мільйона гравців щомісяця.

### Technoblade
Гравці сервера згрупувалися, щоб написати понад 400 000 повідомлень співчуття ютуберу Technoblade, який помер улітку 2022 року. Повідомлення потім було зібрано у 21 книгу, які було доставлено його сім'ї.

### Hypixel і Китай
У травні 2017 року Hypixel співпрацював із NetEase, видавцем Minecraft China, щоб випустити версію Hypixel у Китаї, також відому як «Chypixel». Цією окремою версією Minecraft і сервером Hypixel Minecraft керував та перекладав NetEase у межах їхнього партнерства.
13 квітня 2020 року через закінчення терміну дії угоди NetEase оголосила, що китайська версія сервера буде закрита 30 червня 2020 року

### Кібератаки
Приблизно у квітні 2018 року Hypixel почав використовувати Cloudflare Spectrum як захист від DDoS-атак після того, як став жертвою численних атак зловмисного програмного забезпечення Mirai на сервер.
18 червня 2021 року Hypixel припинив роботу для екстреного технічного обслуговування, заявивши, що їхній хост зазнав «масштабних DDoS-атак». Гравці повідомляли про проблеми зі з'єднанням ще до того, як сервер було вимкнено, і команда Hypixel стверджувала, що «виявила проблему в їхнього постачальника зв'язку». Сервер залишався закритим протягом чотирьох днів, перш ніж повністю відкритися. У своїй заяві команда Hypixel знову наголосила, що вони «стикалися з DDoS-атаками понад 8 років» і що «останні зміни на [їхньому] хості спричинили помилку в [їхніх] налаштуваннях».

## Ігровий процес
У Hypixel є різноманітні багатокористувацькі мініігри, створені шляхом модифікації та перепрофілювання ігрової механіки Minecraft. Його гравці можуть купувати косметику та звання, які дають змогу використовувати певні ігрові здібності.

## Нагороди та номінації
20 жовтня 2017 року компанія Hypixel оголосила, що їй належать чотири рекорди Гіннеса.
| Нагорода                | Категорія                                                   | Результат                         | Дата              | Посилання            |
| ----------------------- | ----------------------------------------------------------- | --------------------------------- | ----------------- | -------------------- |
| Світові рекорди Гіннеса | Найпопулярніший незалежний сервер для відеогри              | 64 533 активних гравців одночасно | 7 липня 2017 р.   | [ 27 ] [ 28 ] [ 29 ] |
| Світові рекорди Гіннеса | Найпопулярніша мережа в Minecraft                           | 64 533 активних гравців одночасно | 7 липня 2017 р.   | [ 27 ]               |
| Світові рекорди Гіннеса | Найбільша кількість мініігор на сервері Minecraft           | 43 гри                            | 11 серпня 2017 р. |                      |
| Світові рекорди Гіннеса | Найбільша кількість унікальних гравців на сервері Minecraft | 11 982 298 гравців                | 24 серпня 2017 р. | [ 28 ]               |